# Cristià VIII de Dinamarca
Cristià VIII de Dinamarca (Copenhaguen 1786 - 1848). Rei de Dinamarca des de l'any 1839 i fins a la seva mort l'any 1848.
Nat al Palau de Christiansborg a Copenhaguen el dia 18 de setembre de 1786, essent fill del príncep hereu Frederic de Dinamarca i de la duquessa Sofia Frederica de Mecklenburg-Schwerin. Cristià era net per via paterna del rei Frederic V de Dinamarca i de la duquessa Juliana Maria de Brunsvic-Wolfenbüttel; mentre que per via materna ho era del duc Lluís de Mecklenburg-Schwerin i de la duquessa Carlota Sofia de Saxònia-Coburg Saafeld.
El dia 21 de juny de 1806 contragué, a Ludwigslust, núpcies amb la duquessa Carlota de Mecklenburg-Schwerin de qui es divorcià el 1810. Carlota era filla del gran duc Frederic Francesc I de Mecklenburg-Schwerin i de la duquessa Lluïsa de Saxònia-Gotha. La parella tingué dos fills:
- SAR el príncep Cristià, nat i mort el 1807 al Castell de Plön.

- SM el rei Frederic VII de Dinamarca, nat el 1808 a Amalienborg i mort el 1863 a Glücksburg. Es casà en primeres núpcies amb la princesa Guillemina de Dinamarca el 1828 a Copenhaguen. En segones núpcis amb la duquessa Carolina de Mecklenburg-Strelitz el 1841 a Neustrelitz. I, en terceres núpcies amb Lovisa Christina Danner el 1850 al Castell de Frederiksborg.

Cristià VIII va morir per enverinament al palau d'Amalienborg a Copenhaguen el 1848 i està enterrat a la catedral de Roskilde.

## Rei de Noruega
La seva intel·ligència i les seves maneres aristocràtiques però properes al poble a la vegada, li permeteren aconseguir una alta popularitat entre la ciutadania del país. L'any 1813 fou enviat a la ciutat d'Oslo com a stattholder del rei de Dinamarca a Noruega. D'aquesta manera, Cristià inicià diversos contactes amb el món de la política i contribuí en la millora de la imatge de la dinastia entre els noruecs, imatge que havia quedat molt danyada arran de l'aliança entre Napoleó Bonaparte i el rei Frederic VI de Dinamarca, i el gener de 1814 es va haver de signar el Tractat de Kiel de 1814, pel qual se cedia Noruega al rei suec, però els noruecs s'hi van resistir i una assemblea constituent escollí a Cristià com a rei del país, però l'amenaça d'invasió feu que Cristià hagués d'abdicar i Noruega quedà incorporada a Suècia a través d'una unió reial prevista en la Convenció de Moss, respectant la constitució noruega de 1814. Aquesta unió es materialitzà després d'una breu campanya militar en què les tropes sueques s'imposaren a un restringit exèrcit noruec.
A la Convenció de Moss es preveia que Cristià cediria el poder a l'Storting i que posteriorment abdicaria com a monarca. Immediatament després, l'Storting adoptaria un seguit de condicions constitucionals que permetrien la unió reial entre Noruega i Suècia. Així, el rei Carles XIII de Suècia fou elegit rei dels noruecs.

## Rei de Dinamarca
Com a conseqüència de la fama de demòcrata que tenia, Cristià fou rebutjat a la majoria de corts europees, extremadament reaccionàries. Aquest rebuig s'estengué entre l'aristocràcia danesa, i Cristià i la seva muller, Carolina Amàlia, es mantingueren apartats de la vida social i pròxims a diverses societats literàries i científiques.
No fou fins al 1831 que Cristià s'integrà plenament al Consell d'Estat. Així, el 13 de desembre de 1839 ascendí al tron danès amb el nom de Cristià VIII. Arran de la seva ascensió, el Partit Liberal tingué grans expectatives d'iniciar una etapa constitucionalista a Dinamarca però aviat s'observà que Cristià no tenia cap intenció d'escoltar ni d'aprovar cap projecte liberal.
Cristià únicament inicià una reforma profunda de l'Administració. Durant el seu regnat es visqué un fort creixement dels sentiments nacionalistes danesos arran de la qüestió dels ducats de Slesvig i de Holstein i es posaren els fonaments del creixent interès danès pels territoris meriodionals.
De la mateixa manera que els seus avantpassats, Cristià esdevingué un important mecenes de l'astronomia.
Veient que el seu fill, el futur rei Frederic VII de Dinamarca, era incapaç de tenir descendència, Cristià inicià els tràmits necessaris per garantir la continuïtat de la dinastia en la figura de qui seria el rei Cristià IX de Dinamarca.
Cristià es troba enterrat a la Catedral de Roskilde.